# České Milovy
České Milovy (německy Millau) jsou vesnice, místní část Křižánek v Kraji Vysočina a okrese Žďár nad Sázavou.

## Historie
České Milovy vznikly v roce 1648, kdy si zde začali dělníci z blízké železářské huti na Březinách stavět domky. Od svého vzniku patřili k rychmburskému panství. V roce 1835 zde byla postavena sklářská huť. Později přibyla škola a dále pekárna, masný krám a domky pro skláře a jejich pomocníky.
České Milovy tvořily spolu s Českými Křižánkami jednu obec: v letech 1850–1927. V roce 1927 se osamostatnily. V té době byly součástí politického okresu Chrudim, soudního okresu Hlinsko. Obec byla samostatná až do roku 1975, kdy byla přičleněna ke Sněžnému, ačkoliv spádovost byla vždy spíše do Svratky. Roku 1990 získaly České Milovy samostatnost, ta trvala do roku 1999, kdy se staly součástí Křižánek.

## Obyvatelstvo
| Rok            | 1869 | 1880 | 1890 | 1900 | 1910 | 1921 | 1930 | 1950 | 1961 | 1970 | 1980 | 1991 | 2001 | 2011 | 2021 |
| -------------- | ---- | ---- | ---- | ---- | ---- | ---- | ---- | ---- | ---- | ---- | ---- | ---- | ---- | ---- | ---- |
| Počet obyvatel | 367  | 397  | 227  | 204  | 177  | 197  | 216  | 107  | 78   | 59   | 38   | 32   | 25   | 15   | 25   |
| Počet domů     | 42   | 42   | 37   | 29   | 29   | 37   | 37   | 38   | 23   | 22   | 16   | 48   | 41   | 42   | 42   |

## Skelná huť
Roku 1835 zde založila rychmburská vrchnost skelnou huť, která dosáhla značné proslulosti. Při huti vznikla soukromá škola, obydlí pro skláře a pomocníky a několik krámů. V milovské sklárně byl vyráběn velký sortiment výrobků vysoké úrovně, výrobky byly vyváženy do Rakouska, Španělska, Francie, Asie i Ameriky. Na světové výstavě ve Vídni v roce 1873 získalo milovské sklo první cenu.
V roce 1886 byl provoz sklárny zastaven z důvodu velké vzdálenosti od železnice a v letech 1893–1894 byly téměř všechny budovy sklárny zbořeny. Do začátku 20. století fungovala ještě brusírna.

## Současnost
České Milovy jsou především rekreační osadou, není zde obchod a je zde pouze jeden hostinec, nejbližší zázemí má osada na blízkých Křižánkách nebo Svratce, autobusové spojení je na lince Svratka–Polička.

## Galerie

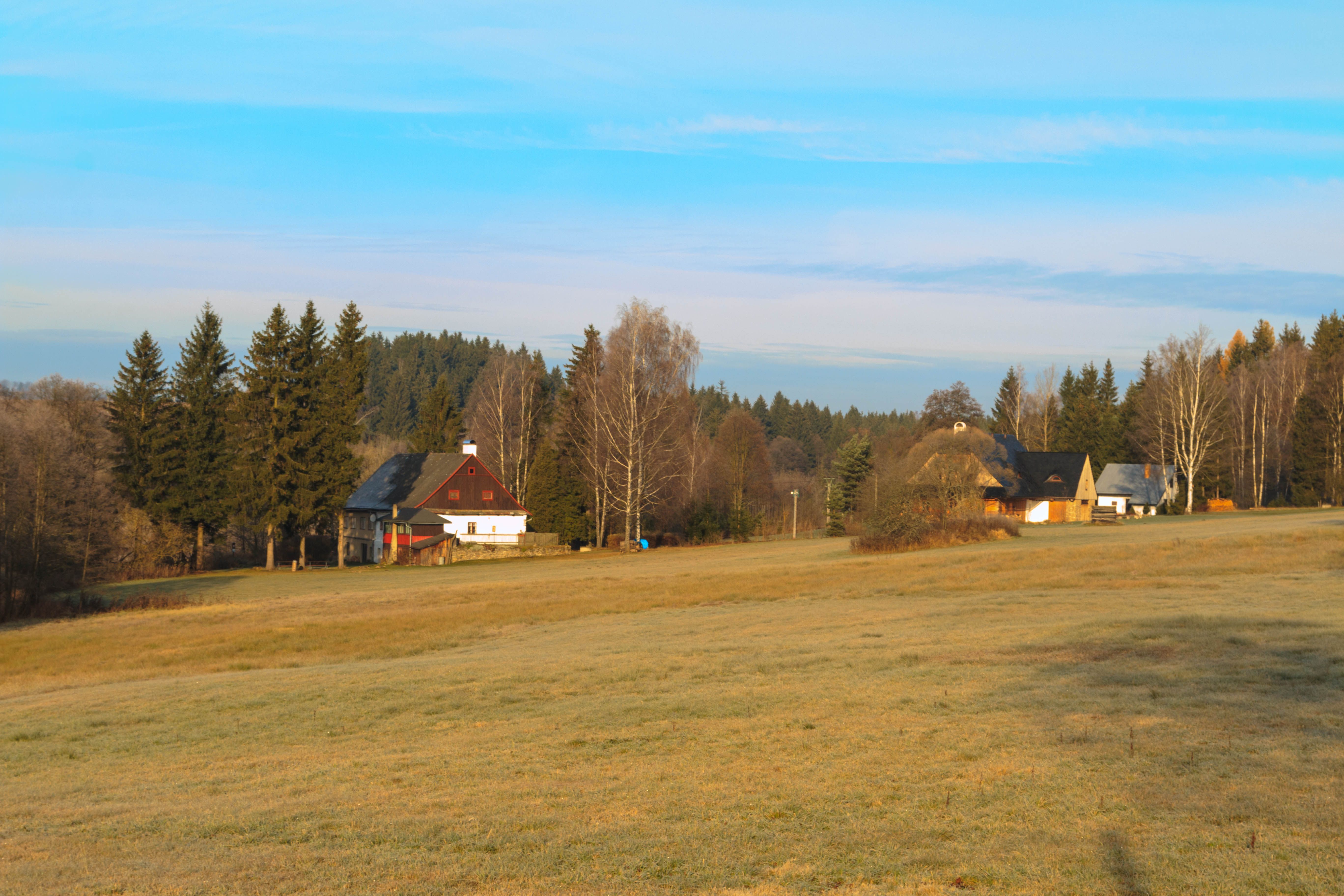
České Milovy
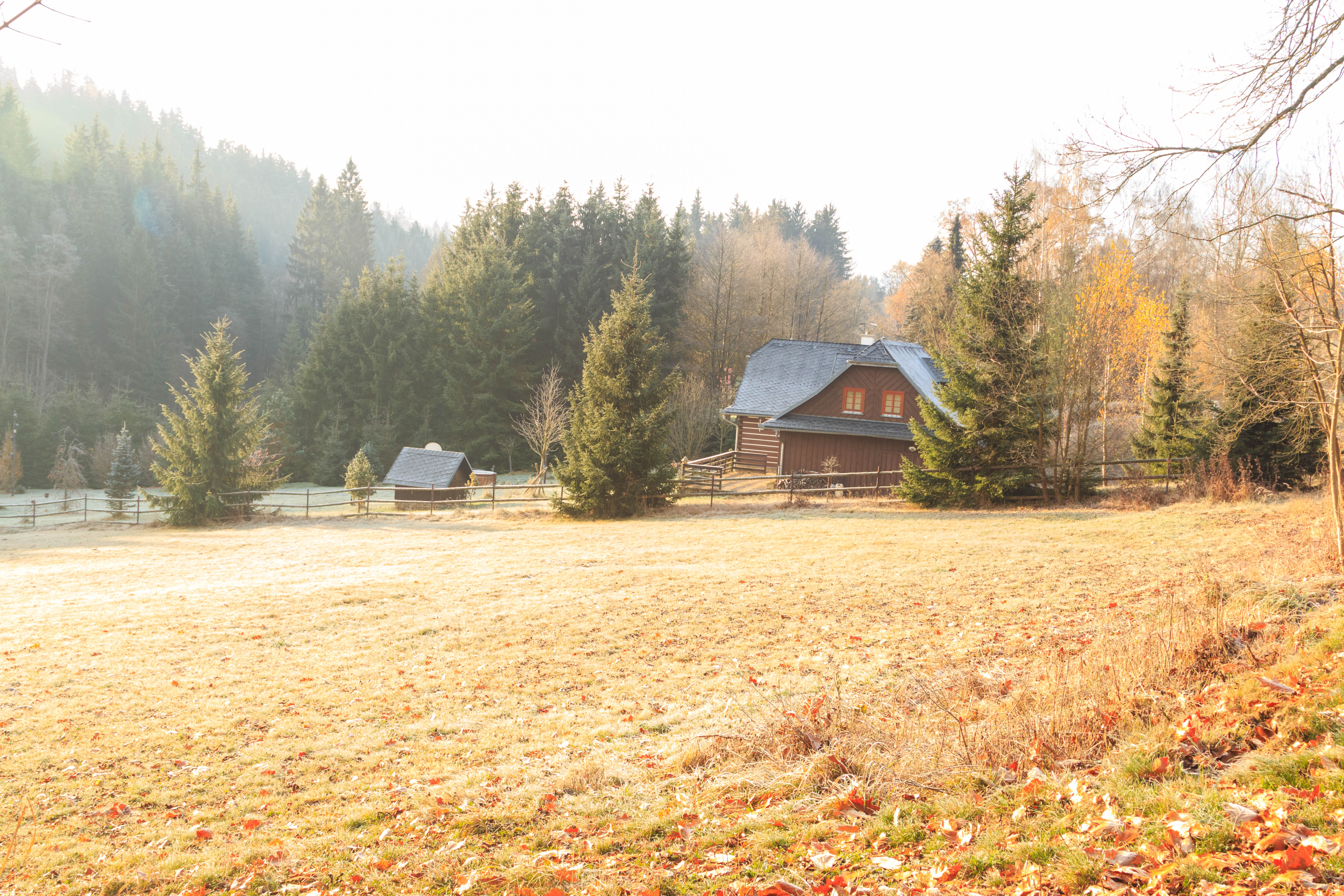
České Milovy
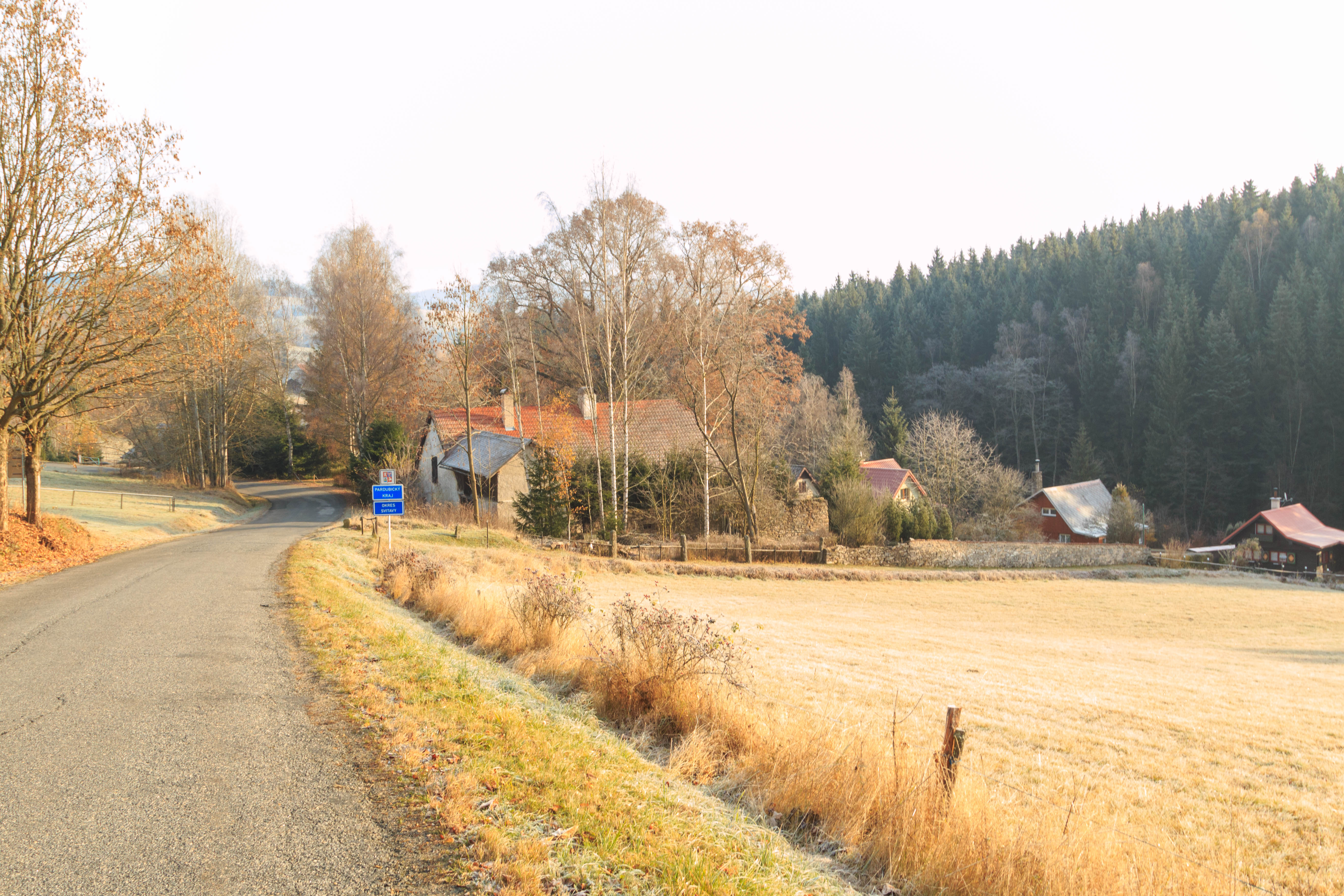
České Milovy
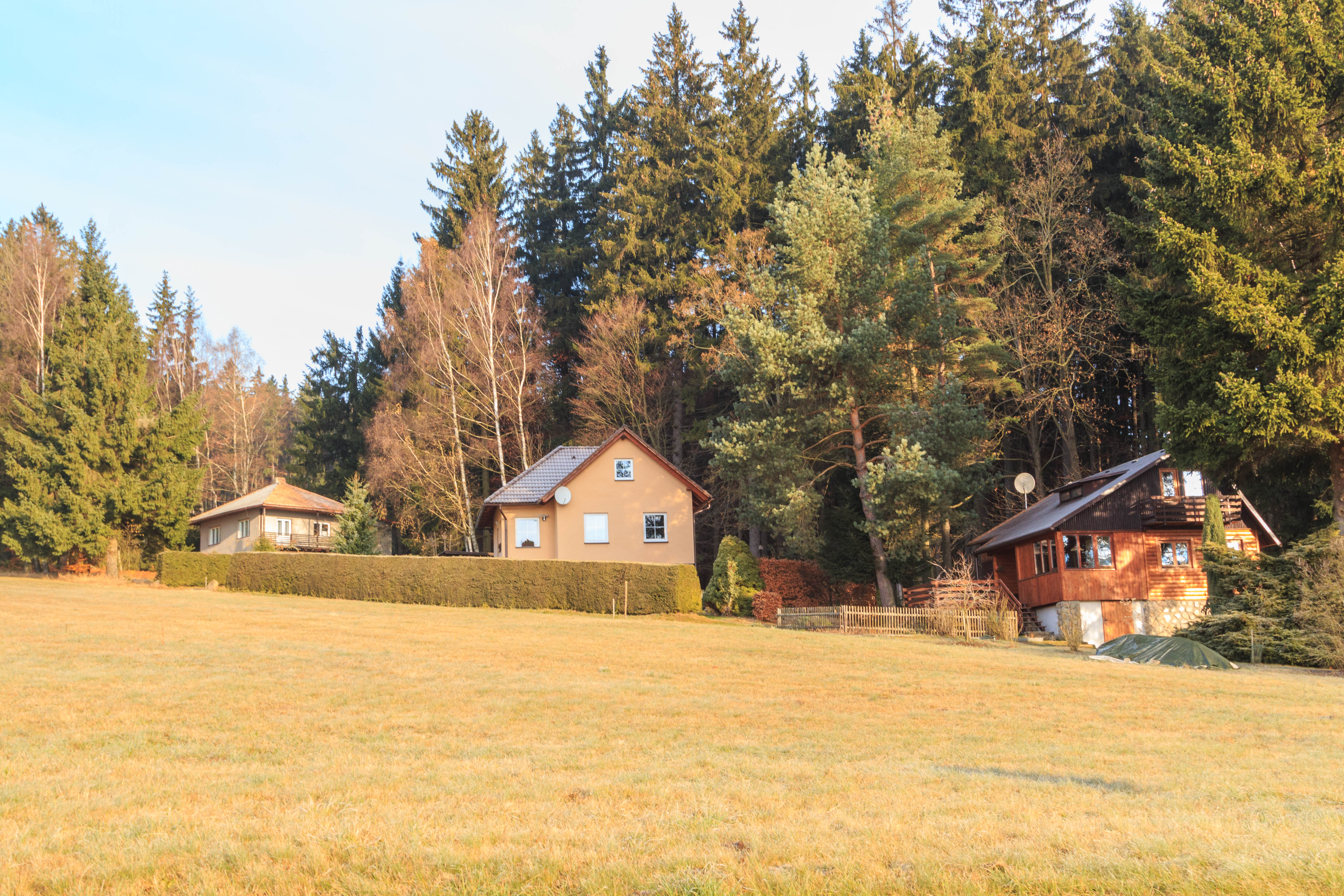
České Milovy